# S1 (televizní stanice)
S1 byla televizní stanice Československé televize, která vysílala na Slovensku v letech 1990–1991 jako nástupce II. programu. V českých zemích místo ní vysílal kanál ČTV.

## Historie
V souvislosti s politickými změnami po listopadu 1989 došlo také ke změně vysílací struktury Československé televize (ČST). Dne 18. dubna 1990 přijala vláda Slovenské republiky usnesení č. 178/1990, kterým rozhodla o oficiálním názvu slovenských složek ČST. Slovenská televize (slovensky Slovenská televízia) byla nadále součástí Československé televize. Dne 3. září 1990 byl I. program ČST přejmenován na F1 (celostátní federální stanice) a II. program byl rozdělen na dvě paralelně vysílající národní části. V Česku tak začala vysílat stanice ČTV, na Slovensku kanál S1. Dne 1. července 1991 vznikla samostatná veřejnoprávní Slovenská televize, která byla zřízena na základě zákona Slovenské národní rady. Ta začala svůj kanál STV vysílat na frekvenci stanice S1, která tak zanikla 30. června 1991.